# 境町
境町（さかいまち）は茨城県西地域の猿島郡にある町。利根川と江戸川の分岐点に位置する。関東大都市圏、古河都市圏に属する。

## 概要
郡内の中央部をしめ、諸官庁が多く地方行政産業文化の中心地である。
江戸時代は関宿藩に属し、利根川対岸の城下町と一体と看做され、河川舟運を活かして発展した。慶長年間に河岸が設置され、安永3年（1774年）には河岸問屋2軒が公認された。その翌年の統計によれば、奥州から江戸に向かう荷物が年間3万駄、その反対の荷物が7千駄であり、高瀬舟や艀舟などが計129隻あったと記録されている。廃藩置県後は猿島郡役所及び西葛飾郡役所が置かれた。
現在の境町は昭和の大合併で、旧境町、長田村、静村、森戸村、猿島村との合併により誕生した。平成になって、現在は坂東市となった岩井市及び猿島郡猿島町との合併が検討されたが、住民投票の反対多数により単独町制継続となった。

## 地理
利根川が町の南端を東西に流れる。東京都心から比較的近い約50〜60キロメートル（km）にあり、上述の通り関東大都市圏に属する。旧境町を中心に公共施設、商店街、大型店、住宅地が集中する一方、郊外はのどかな田園風景となっている。
また町内には猿島台地があり、台地上では地の利を生かしてさしま茶が生産されている。

### 河川
- 利根川
- 染谷川
- 鵠戸川
- 長井戸沼用水路
- 大川用排水路
- 中央排水路
- 宮戸川

### 池沼
- 兎谷津沼
- 長井戸沼
- 一ノ谷沼（一ノ谷湿地）
- 鵠戸沼

## 歴史

### 年表
- 1878年（明治11年） : 境町に猿島郡役所・西葛飾郡役所が置かれる。
- 1889年（明治22年）
  - 境町が単独で町制施行し、猿島郡境町が成立。
  - 塚崎村・横塚村・稲尾村・志鳥村が合併し、村制施行して猿島郡静村が成立。
  - 長井戸村・猿山村・蛇池村・下砂井村・栗山村・西泉田村・上小橋村が合併し村制施行して猿島郡長田村が成立。
  - 下小橋村・染谷村・浦向村・金岡村・大歩村・山崎村・内門村が合併し村制施行して猿島郡猿島村が成立。
  - 伏木村・一ノ谷村・百戸村・若林村が合併し村制施行して猿島郡森戸村が成立。
- 1899年（明治32年） : 森戸村が千葉県東葛飾郡二川村の利根川北側（新田戸の一部・桐ケ作の一部）を編入し大字新田戸・桐ケ作を設置。
- 1955年（昭和30年）
  - 3月16日 : 境町・静村・長田村・猿島村・森戸村が合併して新たに境町が成立。
  - 10月1日 : 第8回国勢調査で人口2万3516人を数える。
- 1960年（昭和35年）
  - 4月30日 : 西泉田に町営ごみ焼却場が竣工する。
  - 10月1日 : 第9回国勢調査で人口2万2587人を数える。
- 1962年（昭和37年） : 猿山工業団地が竣工する。
- 1964年（昭和39年）2月11日 : 境大橋が架橋される。
- 1966年（昭和41年）9月26日 : 町章が制定される。
- 1969年（昭和44年）6月1日 : 合併により境町農業協同組合が設立される。
- 1970年（昭和45年）12月31日 : 染谷工業団地が竣工する。
- 1973年（昭和48年）8月31日 : 下小橋工業団地が竣工する。
- 1974年（昭和49年）4月12日 : 境大橋の自転車歩行者専用道路が開通する。
- 1975年（昭和50年）10月1日 : 第12回国勢調査で人口2万4347人を数える。
- 1979年（昭和54年）1月31日 : 境町歴史民俗資料館が開館する。
- 1980年（昭和55年）7月1日 : 町民プールが竣工する。
- 1981年（昭和56年）4月7日 : 新4号国道の「新利根川橋」が開通する。
- 1983年（昭和58年）4月1日 : 茨城県立さしま少年自然の家が竣工する。
- 1984年（昭和59年）
  - 3月6日 : 猿島郡環境センターし尿処理施設が竣工する。
  - 7月1日 : 境町中央公民館が竣工する。
- 1985年（昭和60年）3月16日 : 町の花（カンナ）、町の木（モクセイ）が制定される。
- 1994年（平成6年）
  - 1月15日 : 達磨市が復活する。
  - 2月1日 : 農業協同組合が合併し、茨城むつみ農業協同組合となる。
- 1995年（平成7年）
  - 4月1日 : 防災行政無線整備事業が完了する。
  - 10月1日 : 第16回国勢調査で人口2万7237人を数える。
- 1996年（平成8年）10月4日 : 道の駅さかいが竣工する。
- 2004年（平成16年）11月30日 : 利根川河岸付近の堤防が国土交通省の「関東の富士見百景」に選定される。
- 2015年（平成27年）3月29日 : 圏央道 久喜白岡JCT - 境古河IC間が開通する。
- 2017年（平成29年）2月26日：圏央道境古河IC-つくば中央IC間が開通し、東名高速から東関東道の6つの放射道路が接続される

## 人口
| |                                      |  |
| 境町と全国の年齢別人口分布（2005年） | 境町の年齢・男女別人口分布（2005年） |  |
| ■紫色 ― 境町 ■緑色 ― 日本全国 | ■青色 ― 男性 ■赤色 ― 女性            |  |
| 境町（に相当する地域）の人口の推移 \| 1970年（昭和45年） \| 21,773人 \| \| \| 1975年（昭和50年） \| 24,347人 \| \| \| 1980年（昭和55年） \| 25,696人 \| \| \| 1985年（昭和60年） \| 26,297人 \| \| \| 1990年（平成2年） \| 26,922人 \| \| \| 1995年（平成7年） \| 27,237人 \| \| \| 2000年（平成12年） \| 27,171人 \| \| \| 2005年（平成17年） \| 26,468人 \| \| \| 2010年（平成22年） \| 25,714人 \| \| \| 2015年（平成27年） \| 24,517人 \| \| \| 2020年（令和2年） \| 24,201人 \| \| |                                      |  |
| 総務省統計局 国勢調査より |                                      |  |
| 1970年（昭和45年） | 21,773人                             |  |
| 1975年（昭和50年） | 24,347人                             |  |
| 1980年（昭和55年） | 25,696人                             |  |
| 1985年（昭和60年） | 26,297人                             |  |
| 1990年（平成2年） | 26,922人                             |  |
| 1995年（平成7年） | 27,237人                             |  |
| 2000年（平成12年） | 27,171人                             |  |
| 2005年（平成17年） | 26,468人                             |  |
| 2010年（平成22年） | 25,714人                             |  |
| 2015年（平成27年） | 24,517人                             |  |
| 2020年（令和2年） | 24,201人                             |  |

## 行政

### 町長
- 橋本正裕（2014年3月3日就任、3期目）

なお、2018年の町長選に、現職の橋本正裕と新人の高嶋勇喜が出馬したが、高嶋の名前「勇喜」の読みが「てつわんあとむ」として話題となった。

#### 歴代町長
歴代町長は以下の通り。
| 歴代 | 氏名       | 就任年月日                 | 退任年月日                |
| ---- | ---------- | -------------------------- | ------------------------- |
| 初代 | 田中栄蔵   | 1889年（明治22年）12月5日  | 1894年（明治27年）10月6日 |
| 2    | 池田四郎   | 1894年（明治27年）10月24日 | 1895年（明治28年）1月5日  |
| 3    | 谷津雅     | 1895年（明治28年）3月20日  | 1897年（明治30年）6月29日 |
| 4    | 糸井周平   | 1897年（明治30年）9月13日  | 1901年（明治34年）9月12日 |
| 5    | 船橋鎌次郎 | 1901年（明治34年）12月6日  | 1905年（明治38年）12月5日 |
| 6    | 奥沢常三郎 | 1906年（明治39年）4月9日   | 1908年（明治41年）8月30日 |
| 7    | 佐怒賀政一 | 1908年（明治41年）9月9日   | 1916年（大正5年）8月      |
| 8    | 高尾直太郎 | 1916年（大正5年）10月      | 1921年（大正10年）9月     |
| 9    | 椎名長吉   | 1921年（大正10年）10月     | 1921年（大正10年）12月    |
| 10   | 椎名勘次郎 | 1922年（大正11年）5月      | 1929年（昭和4年）10月     |
| 11   | 遠藤弘     | 1930年（昭和5年）9月       | 1946年（昭和21年）4月     |
| 12   | 沼田安兵衛 | 1947年（昭和22年）4月5日   | 1955年（昭和30年）3月15日 |

### 公共施設等
- 境町役場
- 兎谷津へら鮒センター
- 道の駅さかい
- 境町歴史民俗資料館
- 社会福祉会館
- 保健センター
- さしま環境センター

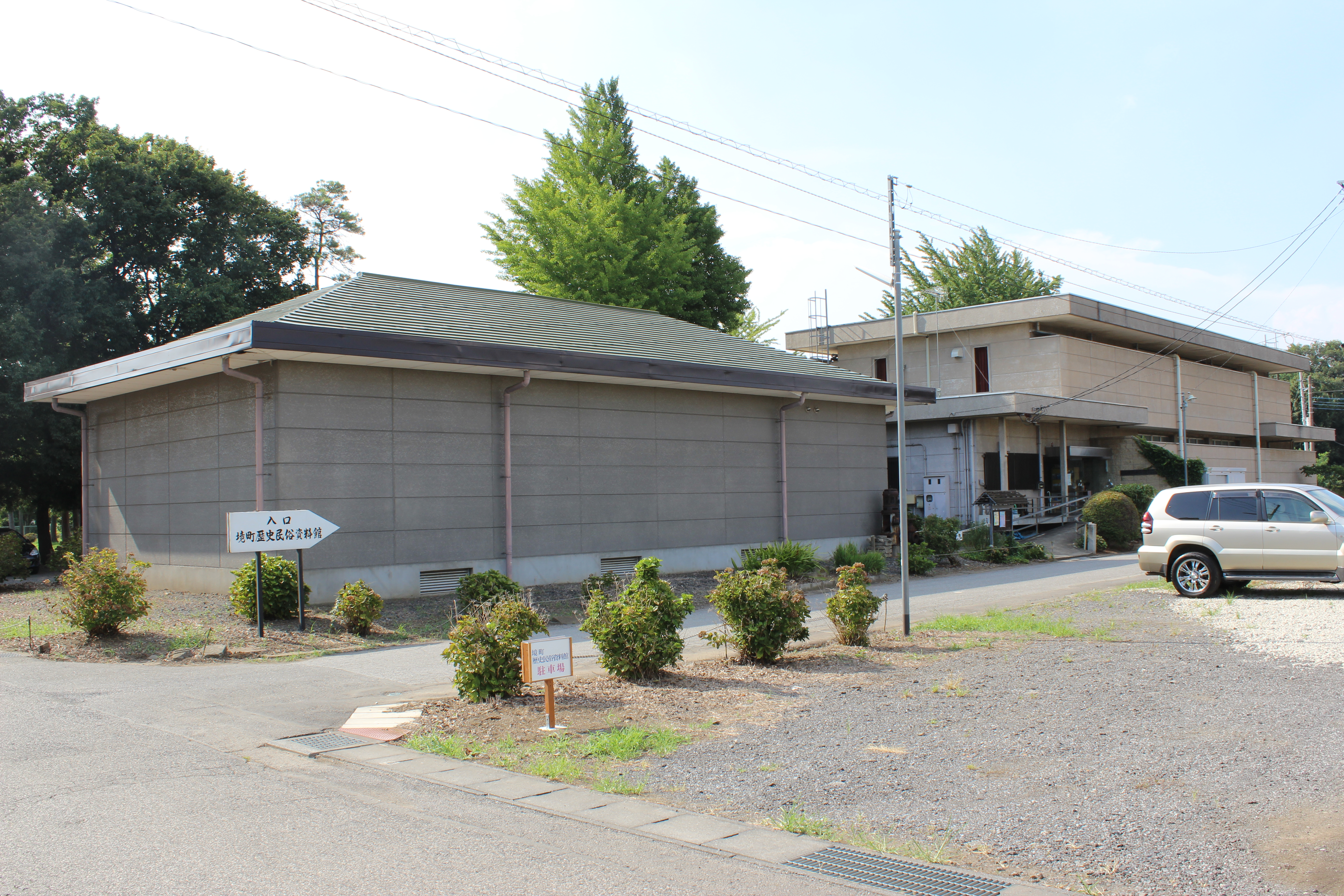
境町歴史民俗資料館

- さしまアクアステーション（利根左岸猿島流域下水道）
- 猿島コミュニティーセンター（温水プール）
- ふれあいの里伝統工芸館
- 中央公民館
- 文化村公民館
- 町民体育館
- 境町サッカー場
- 伏木文化センター
- シンパシーホールNA・KA・MA（境町勤労青少年ホーム）
- あけぼの会館（境町障害者交流センター）
- 境町浄水場
- さしま斎場
- 利根老人ホーム
- 学校給食センター
- 茨城県立さしま少年自然の家

### 公園
- 茨城百景記念公園
- ふれあいの里公園
- さくらの森パーク
- 栗山運動公園
- さくらの丘公園

### 消防
- 茨城西南地方広域市町村圏事務組合 境分署

### 警察
- 境警察署
  - 静交番
  - 猿島交番

## 経済

### 農業

#### 農産物
- 米
- キャベツ
- レタス
- さしま茶
- 梅山豚

#### 農業系組合
- 茨城むつみ農業協同組合（JA茨城むつみ）
- さしま茶協会
- 境町茶生産組合

### 商業・観光
建築家・隈研吾設計の施設を、2018年開館の6次産業化施設「さかいサンド」を皮切りに、「さかい河岸レストラン茶蔵」、特産品開発に取り組む「S-Lab」、美術館「S-Gallery」、「モンテネグロ会館」（後述）、2021年開業の干し芋カフェ「S-ブランド」（建設前の仮称は「まちかどカフェ」）と全国市町村で最多の6ケ所を立て続けに整備している。隈研吾作品を目当てに町外から訪れる見学者を含めて、中心街や町経済の活性化につなげる狙いがある。

#### 商工系組合
- 境町商工会

### 工業

#### 工業団地
- 猿山工業団地
- 下小橋工業団地
- 染谷工業団地

### 郵便
- 茨城境郵便局
- 境上仲郵便局
- 境山崎郵便局
- 森戸郵便局

### 金融機関
- 常陽銀行
- 筑波銀行
- 結城信用金庫
- 茨城県信用組合
- 茨城むつみ農業協同組合（JA茨城むつみ）

## 地域

### 町内の大字

#### 境地区
- （大字無し）
  - 本船町
  - 下仲町
  - 上仲町
  - 上町
  - 住吉町
  - 宮本町
  - 坂花町
  - 新吉町
  - 山神町
  - 旭町
  - 松岡町
- 陽光台一丁目・二丁目

#### 静地区
- 塚崎
- 横塚
- 稲尾
- 志鳥

#### 長田地区
- 長井戸
- 猿山
- 蛇池
- 下砂井
- 栗山
- 西泉田
- 上小橋

#### 猿島地区
- 下小橋
- 染谷
- 浦向
- 金岡
- 大歩
- 山崎
- 内門

#### 森戸地区
- 伏木
- 一ノ谷
- 百戸
- 若林
- 新田戸
- 桐ケ作

### 教育
- 高等学校
  - 茨城県立境高等学校
- 中学校
  - 境町立境第一中学校
  - 境町立境第二中学校
- 小学校
  - 境町立境小学校
  - 境町立静小学校
  - 境町立長田小学校
  - 境町立猿島小学校
  - 境町立森戸小学校
- 幼稚園
  - キリスト愛児幼稚園
  - 境杉の子幼稚園
  - せいしょう幼稚園
  - はなぶさ幼稚園
  - 清水幼稚園
- 閉園となった幼稚園
  - ふれあいの里幼稚園
- 保育園
  - おおぞら保育園
  - ひまわり保育園
  - はなぶさ保育園
  - 境いずみ保育園
  - せいしょう保育園
- 特別支援学校
  - 茨城県立境特別支援学校
- 閉校となった学校
  - 茨城県立境西高等学校

### 医療機関
- 茨城西南医療センター病院

## 交通

### 鉄道
町内を鉄道は通っていない。鉄道を利用する場合、最寄り駅は東武日光線南栗橋駅だが、公共交通機関が利用可能な最寄り駅としては、東武伊勢崎線東武動物公園駅、東武野田線川間駅、JR宇都宮線古河駅がある。

### 路線バス

#### 自動運転バス
2020年11月26日、日本国内初の自動運転バスの定常運行を開始。誰でも事前予約なしで無料で乗車できる。町がフランス製「ナビヤ・アルマ」3台を導入し、BOLDLYが運行を管理する。町内を循環する「道の駅さかい-猿島コミュニティセンター」と、高速バスの停留所につながる「道の駅さかい-高速バスターミナル」の2ルートで運行している。今後は増車し、町中心部に加え、郊外にもルートを拡大する計画がある。

#### 路線バス
市内では朝日自動車と昭和観光自動車の路線バスが運行している。
詳細はそれぞれの事業者の以下を参照。
- 朝日自動車 - 境営業所
- 昭和観光自動車

なお、朝日自動車のバス事業の事実上の前身である東武バスのバス事業の盛時には、境町ターミナルは一大拠点であり、野田市駅、幸手駅、間々田駅、下館駅、結城駅、栗橋駅、新古河駅、下妻駅、岩井、さらには東京駅や浅草などへ向かうバス路線も存在していた。現在でも、東武動物公園駅・古河駅・川間駅方面の路線網が残る。

#### 高速バス・境町高速バスターミナル（東京線）
境町大字西泉田1230番地1（境町サッカー場・境町アーバンスポーツパークに隣接）

圏央道境古河インターチェンジ（境古河IC）近くの境町サッカー場・境町アーバンスポーツパーク隣接地に境町高速バスターミナルが整備され、2021年7月1日開業のJRバス関東、関東鉄道が運行する境町 - 東京線高速バスが発着する。当路線は予約不要の先着定員制である。

町では町民で境町から都内に通学する学生に対し、定期券購入費の半額の助成を行っている。
- 境町 - 東京線 境町高速バスターミナル - 王子駅・東京駅（発車：八重洲南口のJRハイウェイバス3番乗り場、到着：日本橋口）

#### 空港バス・境古河バスターミナル（成田空港線）
境町大字栗山815（ふれあいの里南側）

圏央道境古河インターチェンジ（境古河IC）近くの境町ふれあいの里に境古河バスターミナルが整備され、2017年11月1日より成田空港直行高速バスが停車する。当路線は予約制で事前に乗車券の購入が必要となる。発車オ〜ライネットで取り扱い、コンビニエンスストアなどで購入できる。
- マロニエ号（関東自動車） 宇都宮・鹿沼・佐野・境古河バスターミナル - 成田空港

メープル号およびサルビア号（関東自動車・千葉交通運行）は2024年3月をもって廃止。。

### 道路
- 高速道路
  - C4首都圏中央連絡自動車道（圏央道） - 境古河インターチェンジ
- 国道
  - 国道354号（道の駅さかいが所在[17]）
  - 国道354号境岩井バイパス - 事業中
  - 新4号国道春日部古河バイパス
- 県道
  - 茨城県道17号結城野田線
  - 茨城県道24号土浦境線
  - 茨城県道26号境杉戸線
  - 茨城県道125号中里坂東線
  - 茨城県道126号尾崎境線
  - 茨城県道137号若境線
  - 茨城県道190号境間々田線
  - 茨城県道267号幸手境線
  - 茨城県道503号古河坂東自転車道線

### ナンバープレート
ナンバープレートは｢つくばナンバー｣である。ご当地ナンバーとして新設され、2007年2月13日から導入された。

## 名所・旧跡・観光スポット
- 境の渡し
- 境河岸「さかいリバーサイドパーク」
- サーティワンカントリークラブ
- モンテネグロ会館 - アルゼンチン交流施設。名前は1935年に来町した同国臨時代理公使アルトゥーロ・モンテネグロに由来[19]。東郷平八郎のイギリス留学時代の友人であるアルゼンチンのマヌエル・ドメック・ガルシア提督による日本海軍への支援に感激した境町の野本作兵衛が家宝の日本刀をガルシアとモンテネグロに贈った返礼に訪れ、以降交流が続いている[20]。
- 道の駅さかい - 「さかいサンド」「茶蔵」は隈研吾設計。

### 主な恒例行事
1月（成人の日）には「境だるま市」、7月には「境ふるさと祭り」が行われ、大変賑わう。特に「境ふるさと祭り」では、近郊だけでなく遠くからも多くの人々が訪れ、近郊の夏祭りと比べても非常に規模が大きく有名である。
ふるさと祭りのイベントとして行われていた、利根川自作イカダレースを「利根川いかだレース選手権 inさかい」として実施。その他にも「菜の花フェスティバル」などが行われている。
- 猿島坂東三十三観音霊場 - 12年に一度ご開帳され、多くの参拝者が訪れる。
- 境町釣り大会
- 達磨市
- 生涯学習フェスティバル
- さくら祭り
- 塚崎の獅子舞
- 菜の花フェスティバル
- 若林大杉ばやし
- 井草大杉ばやし
- さかいふるさと祭り（花火大会）
- 境町民祭・町民運動会
- 町民祭文化展

## 著名な出身者

### 政治家・経済人
- 海老澤為次郎（立憲民政党所属の元衆議院議員、呉服商）
- 海老澤七左衛門（境町会議員、糸繭商）
- 金久保源兵衛（静村長）
- 佐怒賀亀次郎（森戸村長）
- 佐怒賀修一郎（養蚕家、森戸村長）
- 佐怒賀元治（醤油醸造家、佐怒賀亀次郎の養父）
- 鈴木孝之（ウエルシアホールディングス創業者・初代会長）
- 中村喜四郎（元建設大臣、元科学技術庁長官、衆議院議員）
- 野村佐平治（大字山崎字七軒生まれ、さしま茶の生産向上に寄与した人物）
- 橋本正裕（境町長）
- 本間庄三郎（カレーうどんの生みの親）

### スポーツ選手
- 金久保彩（茨城県社会人サッカーリーグ、境トリニタス所属）
- 金久保順（Jリーグ、水戸ホーリーホック所属）
- 野口裕司（元Jリーグ、京都パープルサンガコーチ）

### 芸能人・文化人
- 富張広司（版画家）
- 吉岡たかを（アニメ・ゲーム作家、脚本家）

## スポーツチーム
- 境トリニタス - 社会人サッカー

## 事件・事故
- 2013年（平成25年）5月27日 - 境町の自動車修理工の男性（38歳）が自宅寝室で刺殺される事件が発生[21]。茨城県警は6月6日、同町山崎のアルバイト店員の男性（24歳）を殺人容疑で逮捕した[21]。
- 2019年（令和元年）9月23日 - 茨城一家殺傷事件が発生[注 2]。
- 2024年（令和6年）9月16日 - 境町議会議員の男が16歳未満の女性に性的暴行を加えたとして不同意性交容疑で逮捕される[27]。